# Kis kendermoly
A kis kendermoly (Grapholita delineana) a valódi lepkék (Glossata) alrendjébe tartozó sodrómolyfélék (Tortricidae) családjának egyik, hazánkban is honos faja.

## Elterjedése, élőhelye
Eurázsiai faj, amely Spanyolországtól az Amur vidékéig és Kínáig mindenfelé előfordul; Magyarországon is gyakori.

## Megjelenése
Világosbarna színű lepke, még világosabb, csaknem fehér mintázattal. A szárny fesztávolsága 10–14 mm.

## Életmódja
A lucernahüvelymoly (Grapholita compositella) közeli rokona. A két faj „feromonpár”, azaz mindkettejük nőstényeinek szexferomonjai vonzzák a másik faj hímjeit is.
Hazánkban évente két nemzedéke kel ki, de Dél-Magyarországon egy részleges harmadik is kifejlődhet. A nemzedékek rajzása összefolyik, a legtöbb lepkét június és szeptember között látni. A sodrómolyok nagy többségétől eltérően a délutáni és a kora esti órákban a legaktívabbak; borús napokon nappal is.
A fiatal hernyók kis foltokat rágnak a kenderlevél fonákján az epidermiszbe, később befurakodnak a levélnyélbe, de inkább az utána következő, fiatal szárrészbe, ami ettől gubacsszerűen megvastagodik. A gubacsok feltűnőek, és hasonlítanak a kukoricamoly (O. nubilalis) fiatal hernyójának a kenderszárban okozott gubacsához. A hernyók egy része a hajtás csúcsába rág bele, amitől a kártétel helye fölött elpusztul a hajtás. Ilyenkor a főhajtás szerepét oldalágak veszik át, és „villás elágazás” alakul ki. A hernyók második és harmadik nemzedéke a virágzatot és a termést károsítja.
Legfőbb tápnövénye a komló; hazánkban vadkomlóról már régebben kitenyésztették. Tömeges kárt 1964–1966-ban a kenderben tett. Az utóbbi időben gyakoribbá vált, aminek egyik oka a kender termesztésének terjedése. Ha tömegesen jelentkezik, nagy károkat okozhat; a kenderbolha mellett a kender másik jelentős kártevőjének tekintik.